# Чесапікська затока
37°14′53″ пн. ш. 76°07′10″ зх. д. / 37.248061111111° пн. ш. 76.119438888889° зх. д.
Чесапікська затока (англ. Chesapeake Bay) — велика річкова дельта в США й один з найвідоміших природних ландшафтів Північної Америки. Затока — частина Атлантичного океану, що вдається углиб материка й розташована між штатами Вірджинія і Меріленд.
Назва походить від слова chesepiooc, що алгонкінськими мовами індіанців племен поухатан і нантікок означає «велика річка з молюсками». Першою білою людиною, що відвідала Чесапікську затоку, був капітан Джон Сміт, відомий з легенди про Покахонтас. Згідно з переказом, він вирішив заснувати саме тут перше європейське поселення, бувши ураженим красою місцевої природи.

## Географічні дані
Площа Чесапікської затоки становить 12 тисяч км², а басейн річок, що впадають у неї, охоплює площу в 166 тисяч км². Більш ніж 150 річок і струмків впадають цю природну затоку, чия довжина становить 311 км. У геологічному відношенні вона є ріею - колишньою долиною річки Саскуеханна, яка була створена річкою більш ніж 15 тисяч років тому, коли рівень моря був на 100 м нижче сьогоднішнього. У найбільш вузькому місці поблизу Аннаполіса ширина Чесапікської затоки становить всього 6,5 км і тут прокладений міст під назвою Chesapeake Bay Bridge. У гирла транспортне сполучення забезпечене мостом-тунелем Chesapeake Bay Bridge-Tunnel.

## Кратер
У епоху еоцена близько 35 мільйонів років тому біля входу в затоку впав великий метеорит, утворивши кратер діаметром 85 км і завглибшки 1,3 км. Центр кратера, розташований під водою за 8 км на захід від миса Чарльза був знайдений лише в 1993 році при нафтових буріннях. Кратер складений з брекчії, над якою протягом часу накопичився шар осадкових порід товщиною від 300 до 500 м. Брекчія є причиною порушення природної системи ґрунтових вод, а також причиною високого вмісту солі в ґрунтових водах, що більш ніж в півтора рази перевищує норму. Жителям прилеглих земель висока солоність води відома вже з давніх часів. Ґрунтові води є переважно непридатними для вживання, проте причина була встановлена тільки після відкриття кратера.

## Річки, що впадають в затоку
- Сускеханна
- Потомак
- Джеймс
- Аппоматтокс
- Раппаханнок
- Патуксент
- Чоптенк
- Йорк